# Марсилиевые
Марси́лиевые (лат. Marsileáceae) — семейство папоротников порядка Сальвиниевые. Представители семейства — небольшие прибрежные и водные растеньица, больше всего напоминающие четырёхлистный клевер. 
Спорангии марсилиевых собраны под общей оболочкой в так называемый спорокарп, который обладает весьма сложными механизмами раскрывания.

## Роды
Семейство Марсилиевые включает три современных и два ископаемых рода:
- Marsilea L. typus — Марсилия (65 видов)
- Pilularia L. — Пилюльница (шесть видов)
- Regnellidium Lindm. (один вид)
- Regnellites  †
- Rodeites  †